# Fates Warning
Fates Warning est un groupe de metal progressif américain, originaire de Hartford, dans le Connecticut. Formé en 1982 par le chanteur John Arch, les guitaristes Jim Matheos et Victor Arduini, le bassiste Joe DiBiase, et le batteur Steve Zimmerman, Fates Warning a effectué de nombreux changements dans sa formation, et Matheos en est le seul membre original. Leur formation actuelle se compose des guitaristes Jim Matheos et Michael Abdow, du chanteur Ray Alder, du bassiste Joey Vera, et du batteur Bobby Jarzombek. Pionnier de la scène metal progressif, Fates Warning se popularise à l'international durant les années 1980, et classé comme l'un des « groupes fondateurs du metal progressif » avec, entre autres, Queensrÿche et Dream Theater, responsable de la création, du développement et de la popularisation de ce genre musical.
Depuis sa création, Fates Warning compte douze albums studio, deux albums live, une compilation, une cassette vidéo, trois DVD (chacun présentant un concert en live) et quatre cassettes audio (démos). Le groupe connut son premier succès commercial aux États-Unis en 1986 avec son troisième album, Awaken the Guardian, qui a atteint la 191e place du Billboard 200 et qui était le premier album distribué par le label Metal Blade à entrer dans les classements musicaux. Les trois albums qui suivent, No Exit (1988), Perfect Symmetry (1989) et Parallels (1991), sont également des succès commerciaux ; les deux premiers atteignent respectivement la 111e et 141e au Billboard 200. Le dernier album en date du groupe s'intitule Theories Of Flight, publié en 2016.

## Biographie

### Début et premiers albums (1982−1986)
Leur premier album, Night on Bröcken, publié en 1984, sur label Metal Blade, est fortement influencé par Iron Maiden,. Bröken était le nom d'une montagne où se déroulait une cérémonie magique lors de la nuit de Walpurgis.

Le second album, The Spectre Within, avec une sonorité plus progressive, est publié en 1985. En 1986, le guitariste Victor Arduini quittant le groupe, est remplacé par Frank Aresti. Leur troisième album, Awaken the Guardian, est publié la même année.

### Montée en succès (1987−1993)
En 1987, le chanteur John Arch quitte le groupe, avant le début de l'enregistrement de leur album à venir. Ray Alder est recruté en 1988, après une audition par cassette audio interposée. Cette année, le premier album avec une nouvelle voix, No Exit, est publié. La formation change encore, le batteur Steve Zimmerman, quitte le groupe en 1988, et se voit remplacer par Mark Zonder en 1989. Perfect Symmetry est commercialisé cette même année. Kevin Moore (claviériste chez Dream Theater à cette époque) participe à la chanson At Fate's Hands.
L'album Parallels est distribué chez Warner. Le nouveau chanteur de Dream Theater James LaBrie participe brièvement à la chanson Life in Still Water. Après deux ans et demi d'inactivité, le groupe publie l'album Inside Out en 1994, qui présente le même type musical que les précédents albums.

### Continuité (1994−2009)

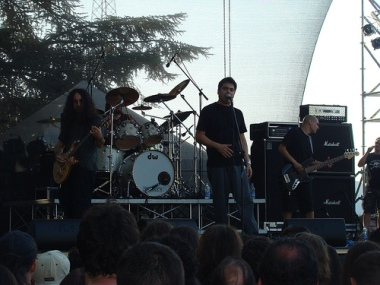
Ray Alder au Headway Festival, en 2005.

La compilation Chasing Times est ensuite publiée en 1995. En 1996, Joe DiBiase et Frank Aresti quittent le groupe. Les trois membres restants - Alder, Matheos et Zonder - font paraître A Pleasant Shade of Gray en 1997. L'album présente également la participation de Joey Vera à la basse et Kevin Moore au piano et aux claviers. À la base un album concept, A Pleasant Shade of Gray révèle un style plus sombre. Un coffret de deux CD live, Still Life, est publié en 1998, contenant le concert A Pleasant Shade of Gray dans son intégralité. Joey Vera (basse), Bernie Versailles (guitare) et Jason Keazer (claviers) complètent la formation sur cet album. La version japonaise de l'album comprend une reprise de la chanson In Trance de Scorpions.
En 2000, Moore et Vera reviennent sur l'album Disconnected. En 2003, Frank Aresti rejoint Dream Theater et Queensryche pour des tournées. Un dixième album du groupe, FWX, est paru en 2004. Le batteur Mark Zonder quitte le groupe en 2005 pour suivre ses propres projets. Live in Athens, un DVD concert, est paru en 2005 ; ce DVD présente une brève apparition du batteur Nick D'Virgilio. Fates Warning participe à divers concerts avec la formation de l'album Parallels (Alder, Matheos, Zonder, Aresti et DiBiase) pour célébrer le 10e anniversaire de l'album.

### Derniers albums (depuis 2010)
Au début de 2011, Matheos et John Arch fondent leur propre groupe appelé Arch/Matheos. Leur premier album est publié la même année avec Joey Vera à la guitare basse, Bobby Jarzombek à la batterie, et Frank Aresti à la guitare solo. Après de nombreux retards, Fates Warning fait paraître son onzième album Darkness in a Different Light le 27 septembre 2013. Il s'agit du premier album du groupe depuis la parution de FWX en 2004,,. L'album suivant, le dernier en date, s'intitule Theories of Flight et sorti 1er juillet 2016.

## Discographie

### Albums studio
- 1984 : Night on Bröcken
- 1985 : The Spectre Within
- 1986 : Awaken the Guardian
- 1988 : No Exit
- 1989 : Perfect Symmetry
- 1991 : Parallels
- 1994 : Inside Out
- 1997 : A Pleasant Shade of Gray
- 2000 : Disconnected
- 2004 : FWX
- 2013 : Darkness in a Different Light
- 2016 : Theories of Flight
- 2020 : Long Day Good Night

### Albums live
- 1998 : Still Life
- 2005 : Live in Athens
- 2017 : Awaken the Guardian
- 2018 : Live Over Europe

### Démos
- 1984 : 1984 Demo
- 1985 : Dickie
- 1988 : Perfect Symmetry Demos
- 1989 : Perfect Symmetry Pre-Production Demos

### EP
- 1989 : Selections from Perfect Symmetry

### Compilations
- 1995 : Chasing Time

### Vidéographie
- 1998 : A Pleasant Shade of Gray - Live (VHS)
- 2000 : Live at the Dynamo (DVD)
- 2003 : The View from Here (DVD)
- 2005 : Live in Athens (DVD)

## Membres

### Membres actuels
- Jim Matheos − guitare (depuis 1982)
- Frank Aresti − guitare (1986-1996, depuis 2005)
- Ray Alder − chant (depuis 1987)
- Joey Vera − basse (depuis 1997)
- Bobby Jarzombek − batterie (depuis 2007)

### Anciens membres
- Victor Arduini − guitare (1982-1985)
- John Arch − chant (1982-1987)
- Joe DiBiase − basse (1982-1996, 2010)
- Steve Zimmermann − batterie (1982-1988)
- Mark Zonder − batterie (1988−2005, 2010)
- Kevin Moore - claviers (1997-2000)

## Galerie

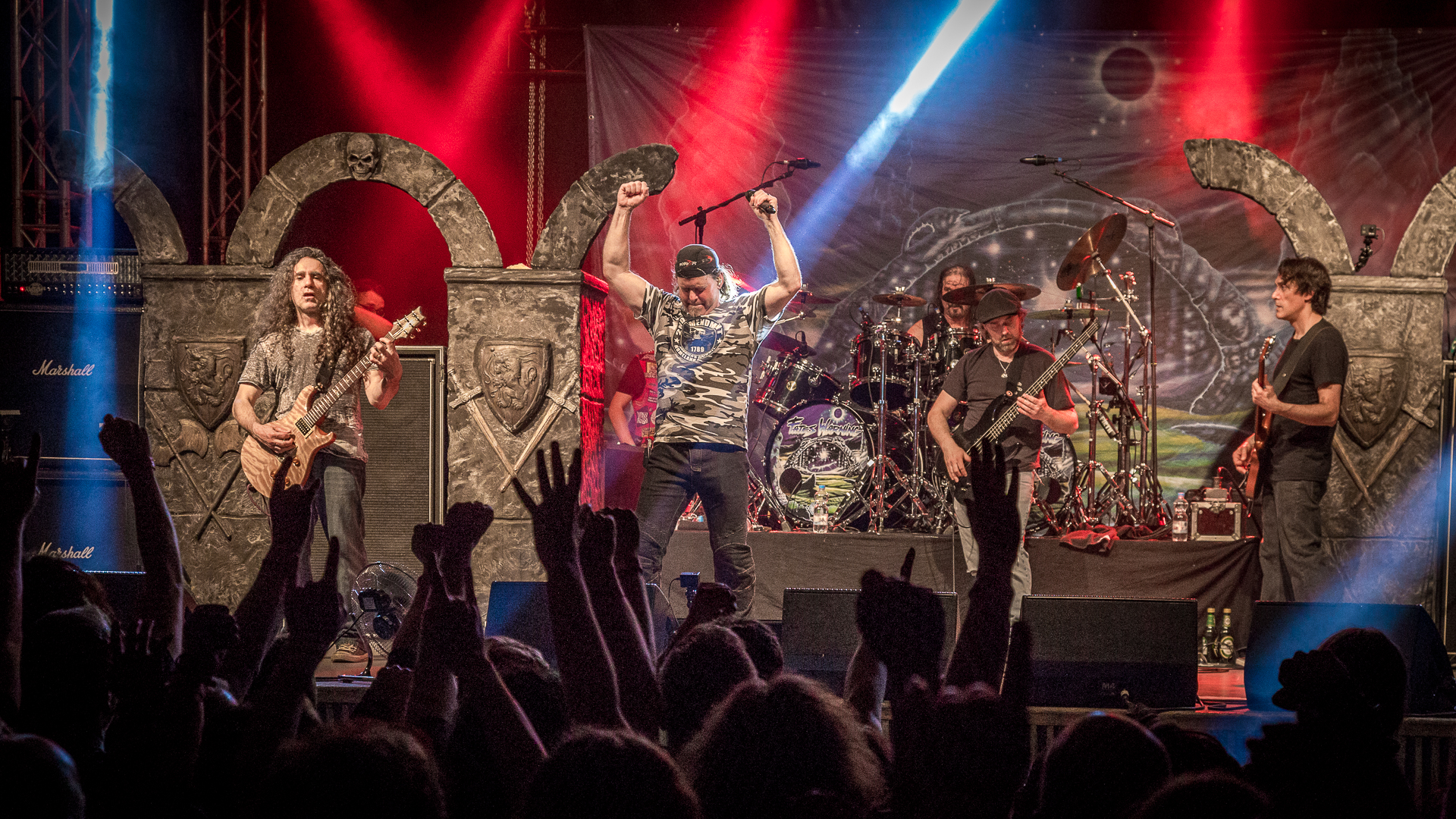
Fates Warning (KIT Festival, Germany, 2016)
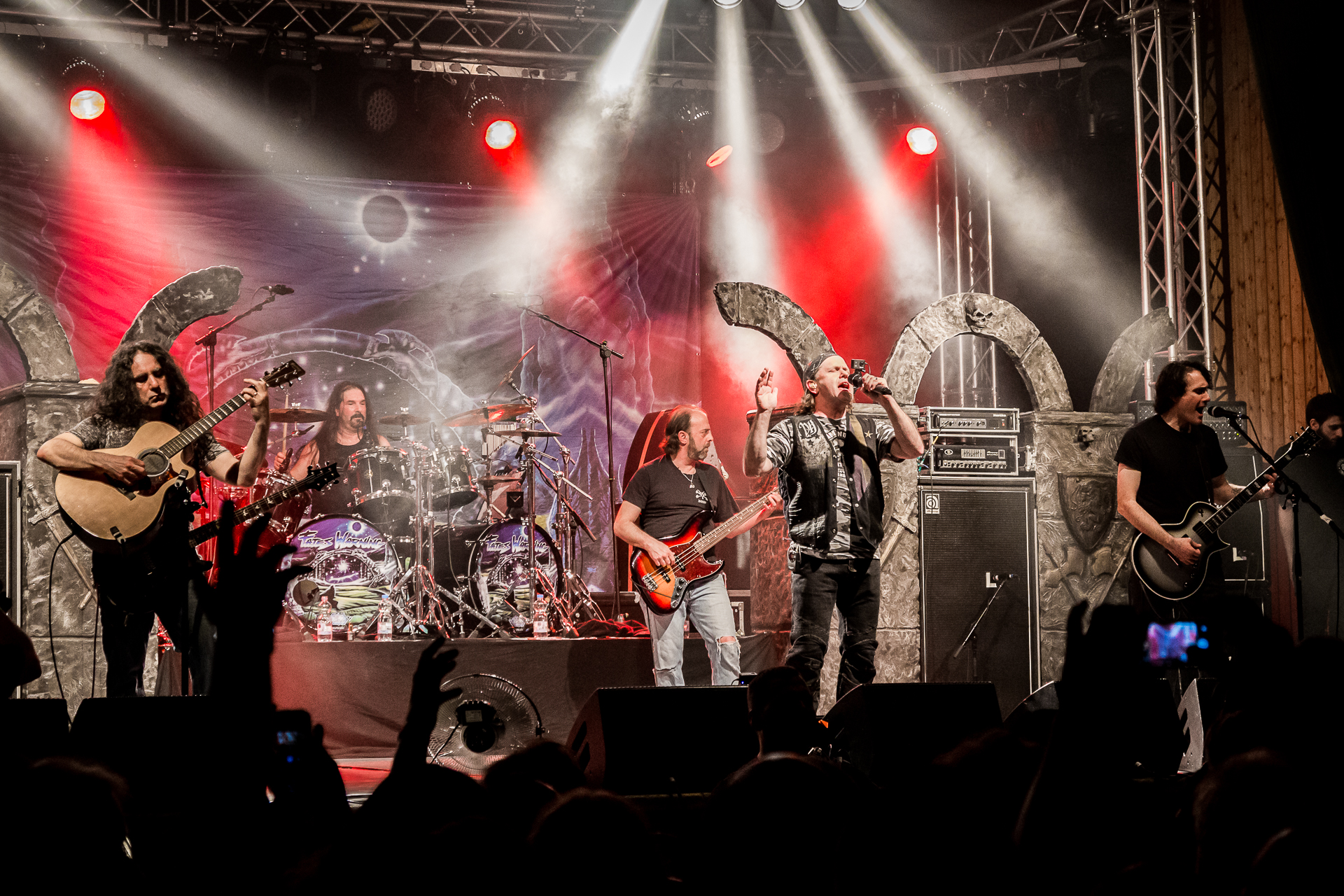
Fates Warning (KIT Festival, Germany, 2016)
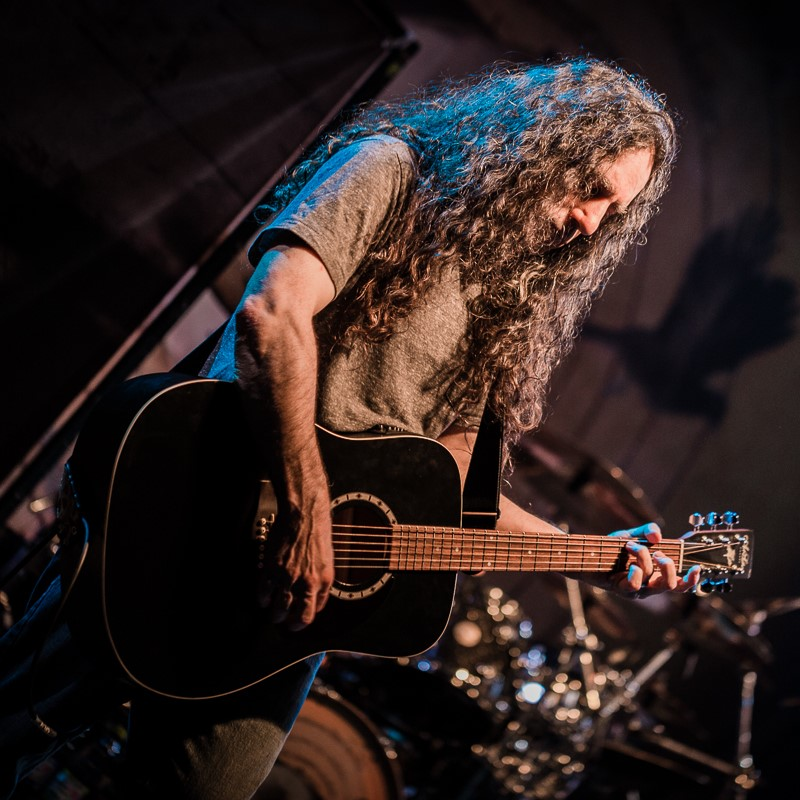
Jim Matheos (Fates Warning)
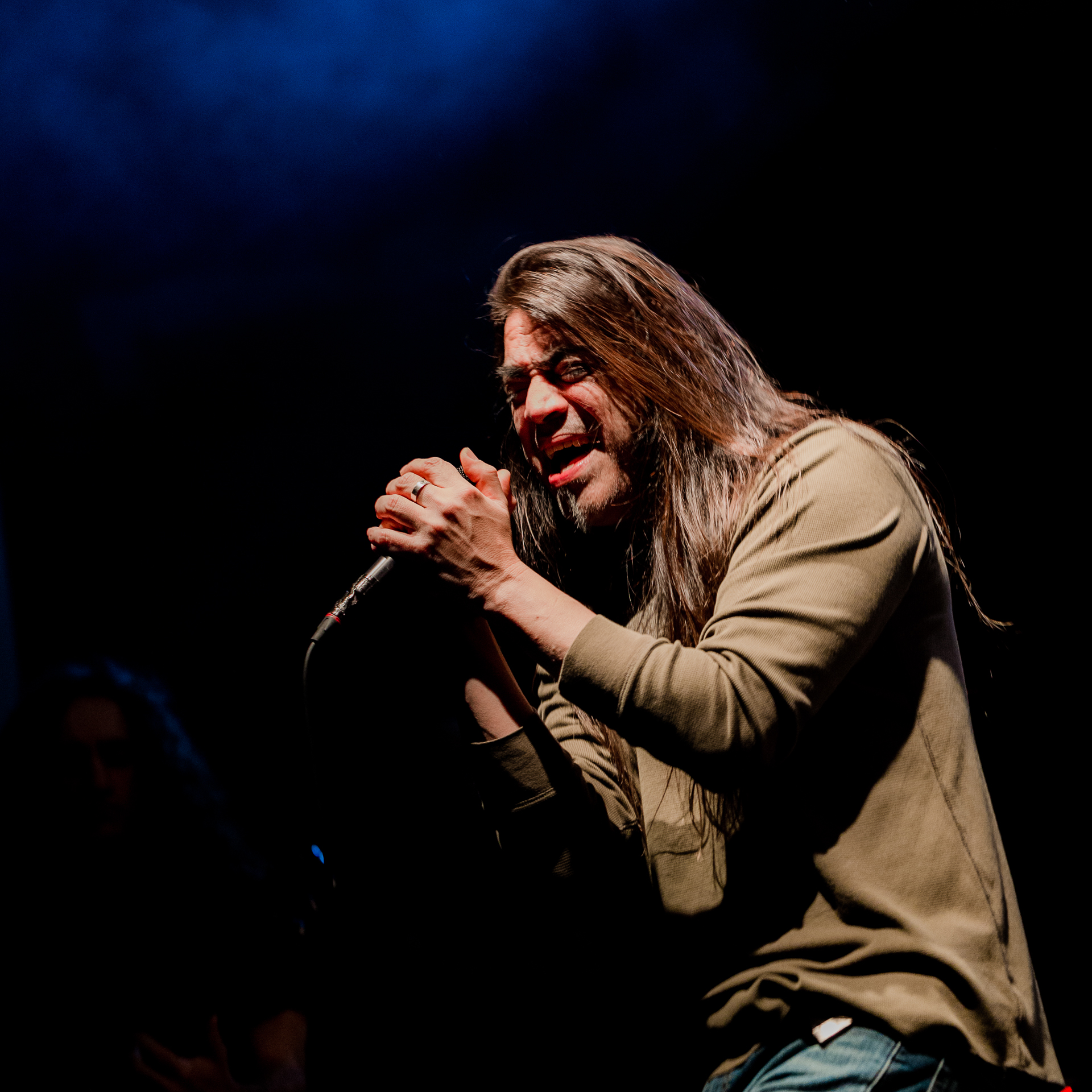
Ray Alder (Fates Warning)
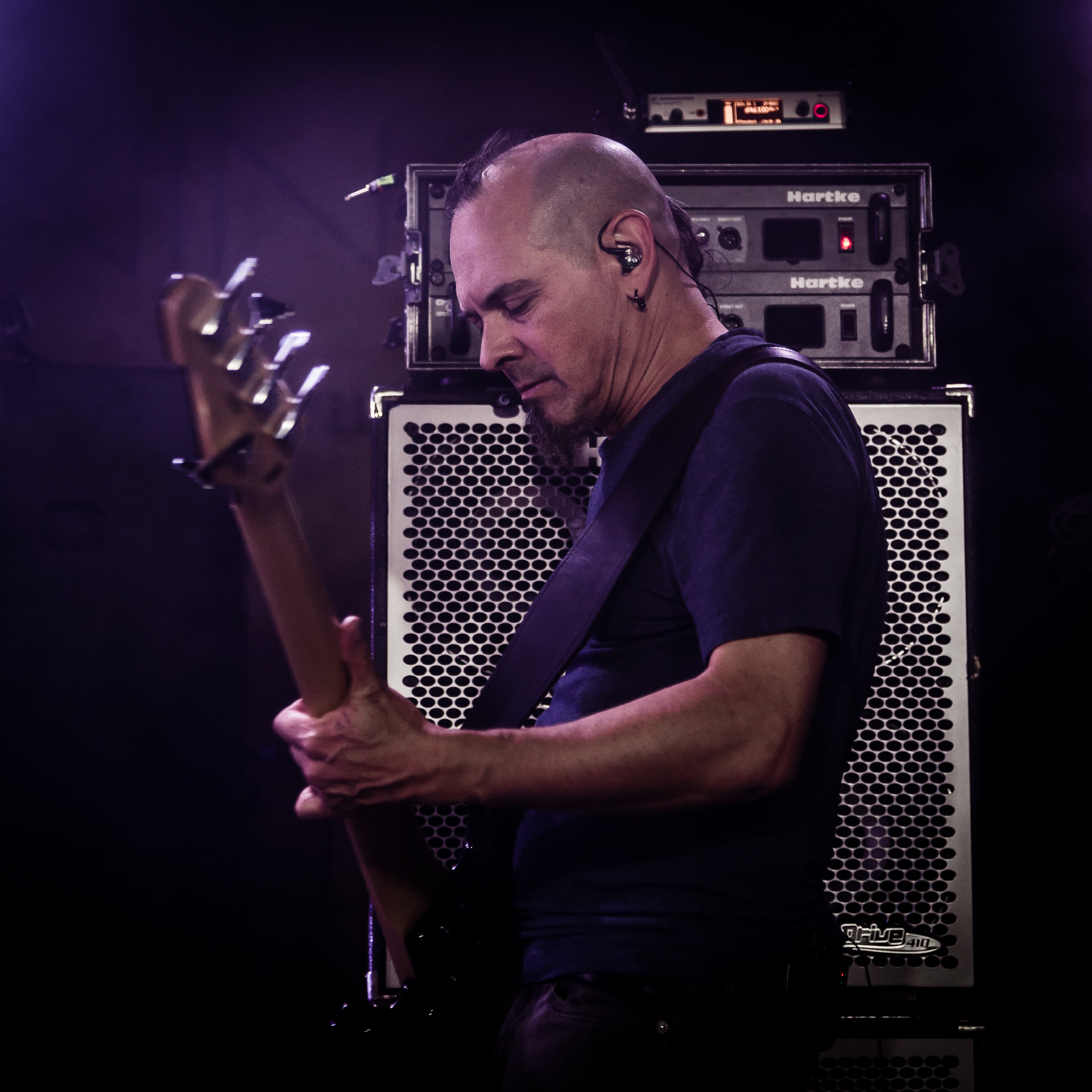
Joey Vera (Fates Warning)